# Клещенко, Сергей Викторович
Серге́й Ви́кторович Клеще́нко (рум. Serghei Cleşcenco; род. 20 мая 1972, Криуляны, Молдавская ССР, СССР) — молдавский футболист, нападающий. С 3 декабря 2021 года — главный тренер сборной Молдовы.

## Биография
Большую часть своей карьеры провёл «Зимбру», начав выступления в этом клубе ещё в 1990 году.
В 1995, его и Сергея Нани, приметили на сборах «Зимбру» в Голландии скауты клуба «Гоу Эхед Иглз». Оба футболиста практически сразу согласились на переход в клуб высшей лиги Голландии. Однако в сезоне 1995/96 клуб играл неудачно и по итогам сезона вылетел в 1-й дивизион. Проведя в голландском клубе ещё один сезон, футболисты вернулись на родину.
В 1998 играл в петербургском «Зените». Главному тренеру «Зенита» Бышовцу футболиста порекомендовал главный тренер «Зимбру» Семен Альтман. Выступал в новом клубе на правах аренды, за 6 проведённых игр ничем особенным не отметился и по окончании сезона вернулся в «Зимбру».
Летом 1999 побывал на смотринах в Германии, но «Ганза», «Гамбург» и «Айнтрахт» поочередно отказались от его услуг. В итоге, принял решение переехать в Израиль, где подписал двухлетний контракт с «Маккаби» из Хайфы. Один из самых успешных иностранных новичков, когда-либо игравших в Израиле: забил 22 мяча в дебютный сезон, побив рекорд, установленный польским нападающим Анджеем Кубицой.
В период выступлений за «Маккаби» получил прозвище «Калашников». В матче против «Хапоэля» из Петах-Тиквы забил 4 мяча за 30 минут, а команда выиграла 5:2. На следующий день газеты вышли с заголовками типа «Залп Калашникова». С тех пор прозвище и приклеилось за игроком.
Второй сезон в Хайфе был менее успешен, Клещенко стал выпадать из основы, а за сезон забил только 7 мячей. Тем не менее, по итогам сезона стал чемпионом страны и обладателем Кубка страны.
Перед началом сезона 2001/02 перешёл в тель-авивский «Хапоэль». Выступал в еврокубках — вместе с клубом пробился в 1/4 финала Кубка УЕФА. В том розыгрыше Кубка УЕФА Клещенко забил голы в ворота «Милана» и «Челси».
В августе 2003 был заявлен за новороссийский «Черноморец». В клубе провёл 6 игр и по окончании сезона покинул его.
В 2005—2006 играл за «Сибирь», куда его пригласил главный тренер клуба Анатолий Давыдов, в 2007 — в составе российского клуба «Металлург-Кузбасс». В ноябре 2007 завершил игровую карьеру.
В 2008 получил тренерскую лицензию «B» и с 1 июля того же года возглавил юношескую сборную Молдавии U-17. Команда усиленно готовилась к отборочному турниру чемпионата Европы в Хорватии, однако турнир был провален. Но уже в 2010 с командой U-19 пробился в элитный раунд чемпионата Европы.
В декабре 2011 подписал контракт на два с половиной года с клубом «Милсами-Урсидос», с которым завоевал кубок и суперкубок страны.
С 1 ноября 2014 года работал спортивным директором «Лейрии». 30 декабря 2016 года был назначен и. о. главного тренера клуба, а после прихода Руя Аморима работал ассистентом главного тренера. С июня по декабрь 2017 года был помощником Леонида Кучука в «Ростове».
3 декабря 2021 назначен главным тренером сборной Молдовы.

## Карьера в сборной
В составе сборной Молдавии  в 1991—2006 гг. провёл 69 матчей, забив при этом 11 мячей.

## Достижения

### Игрока
- Чемпион Израиля: 2000/01
- Обладатель Кубка лиги Израиля: 2001/02
- Футболист года в Молдавии: 1994, 2000
- Лучшие бомбардиры чемпионата Молдавии по футболу: 1998

### Тренера
- Обладатель Кубка Молдавии: 2011/12
- Обладатель Суперкубка Молдавии: 2011/12

## Личная жизнь
Сын — Ники Клещенко (р. 2001, Дублин), также стал футболистом и игроком сборной Молдавии.